# Neira (España)
Neira (llamada oficialmente Santa María Madanela de Neira de Cabaleiros) es una parroquia y una aldea española del municipio de Láncara, en la provincia de Lugo, Galicia.

## Otras denominaciones
La parroquia también es conocida por el nombre de Santa María de Neira.

## Organización territorial
La parroquia está formada por dos entidades de población:
- Neira (Neira de Cabaleiros)
- Sampaio (San Paio)

## Demografía

### Parroquia
| Gráfica de evolución demográfica de Neira (parroquia) entre 2000 y 2020 |
|                                                                         |
| Datos según el nomenclátor publicado por el INE.                        |

### Aldea
| Gráfica de evolución demográfica de Neira (aldea) entre 2000 y 2020 |
|                                                                     |
| Datos según el nomenclátor publicado por el INE.                    |